# Enigmail
Enigmail is een vrije extensie voor Mozilla Thunderbird en IceDove om e-mails en bijlagen te versleutelen of te ondertekenen met behulp van OpenPGP-encryptiestandaard. Enigmail integreert naadloos in het e-mailprogramma. De cryptografische functies worden niet door de extensie zelf uitgevoerd, maar door de GNU Privacy Guard (GnuPG of GPG). Het is dus nodig dat de GNU Privacy Guard geïnstalleerd is. Behalve enkele GnuPG-functies, bevat deze extensie ook enkele OpenPGP-mogelijkheden. Zo kan Enigmail zelf op zoek gaan naar sleutels die niet in je keyring zitten. Er is ook een Nederlandstalige versie van dit programma beschikbaar.

## Geschiedenis
Enigmail werd uitgebracht in 2001 door Ramalingam Saravanan. Sinds 2003 wordt het project onderhouden door Patrick Brunschwig.

## Trivia
- De naam Enigmail is een combinatie van enigma (raadsel) en e-mail.
- Enigmail werkt niet met webmail (Gmail, Hotmail) in de webbrowser Mozilla Firefox. Hiervoor kan FireGPG gebruikt worden.
- Op 8 oktober 2019 maakte Mozilla bekend OpenPGP ondersteuning in te gaan bouwen in Thunderbird, zodat de Enigmail extensie op termijn overbodig zal worden.